# Angélica Neumann
Angélica Neumann Carranza, también conocida como Kika Neumann (Chile, 1974) es una actriz, productora y diseñadora chilena. Actuó en teleseries y series de TVN y Canal 13. Tiene una hermana llamada Alejandra, quien es productora de teatro.

## Biografía
Estudió ballet algunos años. Estudió teatro en la Pontificia Universidad Católica de Chile, fue compañera de las también actrices Javiera Contador y Blanca Lewin.
En 1997 debutó en la teleserie Oro verde con un rol muy secundario, sin embargo su reconocimiento no fue hasta 1999 cuando interpretó a Camelia Huidobro, también conocida como "La novia de la noche" en la teleserie Aquelarre, en el año 2000 fue contratada por Canal 13 para actuar en la teleserie Sabor a ti interpretando a Isabel Mandujano. 
Después del final de Sabor a ti se retiró de las teleseries para dedicarse parcialmente a la costura, que antes era un pasatiempo, y llegó a lograr copiar diseños originales con todos los detalles, como los de Dolce y Gabbana. Tiempo después se dedicó de lleno al diseño de moda con sus propias creaciones. Sus obras han sido mostradas en Milán, Londres y Santiago.
En 2002 tras 2 años de ausencia retomó la actuación participando la obra de teatro "Todos tenemos problemas (sexuales)", junto a Claudio Arredondo, Luis Gnecco y otros. La obra dejaba al espectador poder "hablar audazmente de sexo y mostrar tanto como se pueda." En La Cuarta dice Lorene Prieto que los "cartuchos" no se sienten en primera fila, ya que se iban a morir de espanto. La obra fue un éxito con más de 6 mil personas.
Angelica también ha participado en series como La vida es una lotería, Justicia para todos, Urgencias entre otras.
En el 2008 debutó en el cine con la película Chile Puede.
También actuó en varias obras como la obra "Miss Patria". Reemplazó a Javiera Contador en el programa de cable Cielo X hace año.

## Filmografía

### Cine
| Cine | Cine       | Cine                 | Cine |
| Año  | Película   | Rol                  |      |
| ---- | ---------- | -------------------- | ---- |
| 2008 | ChilePuede | Reportera            |      |
| 2015 | Alma       | Compañera de colegio |      |

### Telenovelas
| Teleseries | Teleseries      | Teleseries       | Teleseries |
| Año        | Teleserie       | Rol              | Canal      |
| ---------- | --------------- | ---------------- | ---------- |
| 1995       | Estúpido cupido | Mireya Ísensee   | TVN        |
| 1997       | Oro verde       | Cecilia Fuentes  | TVN        |
| 1999       | Aquelarre       | Camelia Huidobro | TVN        |
| 2000       | Sabor a ti      | Isabel Mandujano | Canal 13   |
| 2004       | Ídolos          | Renata Aguilera  | TVN        |

### Series y unitarios
| Serie y Unitarios | Serie y Unitarios                 | Serie y Unitarios | Serie y Unitarios | Serie y Unitarios |
| Año               | Series                            |                   | Rol               | Canal             |
| ----------------- | --------------------------------- | ----------------- | ----------------- | ----------------- |
| 2003              | La vida es una lotería            |                   | María             | TVN               |
| 2004              | JPT: Justicia Para Todos          |                   | Laura             | TVN               |
| 2005              | Urgencias                         |                   | Magda             | Mega              |
| 2007              | El día menos pensado; El pianista |                   | María Paz         | TVN               |

## Programas de televisión
- Cielo X (Via X, 1996) - Conductora (en reemplazo a Javiera Contador)